# Покровка (Подільський район)
Покровка — село Любашівської селищної громади Подільського району Одеської області України. Розташоване неподалік автошляху Київ — Одеса, сіл Троїцьке (колишній райцентр) та Левадівка (Березівський район). Через село протікає річка Тилігул. Є школа-дитсад, амбулаторія, сільська рада.

## Історія
Під час організованого радянською владою Голодомору 1932—1933 років померло щонайменше 9 жителів села.
Колишній орган місцевого самоуправління — Покровська сільська рада.
12 червня 2020 року, відповідно до Розпорядження Кабінету Міністрів України від № 724-р «Про визначення адміністративних центрів та затвердження територій територіальних громад Одеської області», увійшло до складу Любашівської селищної громади.
19 липня 2020 року, в результаті адміністративно-територіальної реформи і ліквідації Любашівського району, село увійшло до складу новоутвореного Подільського району.

## Населення
Згідно з переписом УРСР 1989 року чисельність наявного населення села становила 719 осіб, з яких 312 чоловіків та 407 жінок.
За переписом населення України 2001 року в селі мешкало 635 осіб.

### Мова
Розподіл населення за рідною мовою за даними перепису 2001 року.
| Мова       | Відсоток |
| ---------- | -------- |
| українська | 99,53 %  |
| російська  | 0,31 %   |
| молдовська | 0,16 %   |

## Храм
Окрасою села є відомий на Одещині храм Св. Івана Богослова, збудований в 1911 році. Храм розташований на високому пагорбі лівого берега річки Тилігул. Має 11 куполів. Збудований місцевим поміщиком Кондрацьким, чий маєток свого часу розміщувався в селі.